# Optocerus dicranus
Optocerus dicranus är en insektsart som beskrevs av Freytag 1969. Optocerus dicranus ingår i släktet Optocerus och familjen dvärgstritar. Inga underarter finns listade i Catalogue of Life.